# Menggie Cobarrubias
Domingo Cobarrubias, conocido como Menggie Covarrubias  (10 de agosto de 1951-Alabáng, Muntinlupa, 26 de marzo de 2020) fue un actor filipino que apareció en aproximadamente 200 programas de televisión y películas.

## Carrera
Cobarrubias recibió un Premio Gawad Urian al Mejor Actor de Reparto por su papel en la película de 1979 Jaguar. También ganó el premio al Mejor Actor en el QCinema International Film Festival 2014 por su actuación en Mauban: Ang Resiko.

## Muerte
Cobarrubias murió el 26 de marzo de 2020 por complicaciones de neumonía. Tenía 66 años. Antes de su muerte, se administró una prueba de la enfermedad por coronavirus 2019. El 1 de abril de 2020, cinco días después de su muerte, su prueba resultó positiva para la enfermedad.